# Romesco

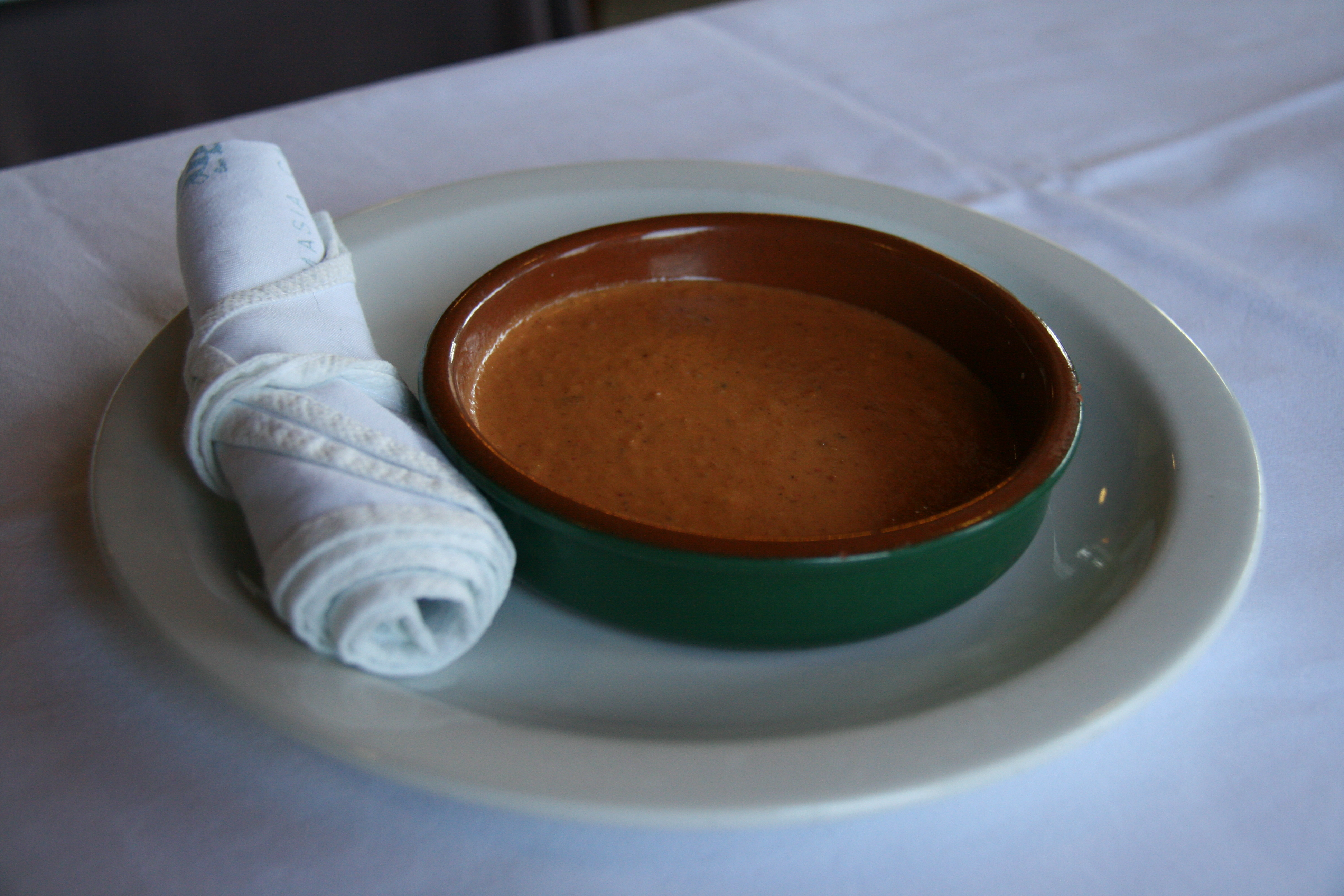
Sos romesco

Romesco – pikantny kataloński sos, wywodzący się z Tarragony.
Romesco przyrządza się z orzechów laskowych, migdałów, pomidorów, oliwy, chleba i czosnku oraz z suszonych słodkich papryczek, nazywanych nyora (hiszp. ñora). Papryczki te stanowią najważniejszy składnik potrawy. Elementy tworzące sos były dawniej rozgniatane w moździerzu, obecnie do przygotowania romesco używa się miksera.
Nazwa pochodzi od przypisywanego romesco pochodzenia – według lokalnej tradycji miałby on wywodzić się z czasów rzymskich. Niektórzy łączą też powstanie sosu z Jakubem I Zdobywcą, któremu podarowano ten sos dla uczczenia podbicia Majorki. Wszystkie te hipotezy są jednak wątpliwe – nyora pojawiły się w Hiszpanii dopiero w XVI wieku, romesco nie mógł więc powstać wcześniej.
Romesco wykorzystuje się jako sos do ryb, owoców morza i mięs, jako składnik dań mięsnych i rybnych oraz jako sos do sałatek. W lekko zmodyfikowanej wersji pojawia się też jako dodatek do katalońskich grillowanych cebulek – calçotada.